# Sinularia muralis
Sinularia muralis is een zachte koraalsoort uit de familie Alcyoniidae. De koraalsoort komt uit het geslacht Sinularia. Sinularia muralis werd in 1899 voor het eerst wetenschappelijk beschreven door May. 